# Kaiserliche Marine
Kaiserliche Marine eller Kejserlige Flåde var den tyske flåde skabt ved dannelsen af Det Tyske Kejserrige. Den eksisterede mellem 1871 og 1918 og voksede ud af Preußische Marine og Norddeutsche Bundesmarine. Kejser Wilhelm 2. af Tyskland udvidede i høj grad flåden og forårsagede et maritimt våbenkapløb mellem det tyske kejserrige og Det Britiske Imperium. Flåden voksede til den største maritime styrke i verden kun overgået af Royal Navy. Flåden blev næsten ødelagt ved Scapa Flow i 1919 af dens egne officerer.
Kaiserliche Marines skibe blev designerede med  SMS for Seiner Majestät Schiff (Hans Majestæts skib).
| Militær | Spire Denne artikel om militær er en spire som bør udbygges. Du er velkommen til at hjælpe Wikipedia ved at udvide den. |